# 鬼太郎ひろば
鬼太郎ひろば（きたろうひろば）は、東京都調布市にある公園。住所は調布市下石原1-58-5。

## 概要
地下化された京王線調布駅から西調布駅間の路線跡の一部 (1800 m2) を活用して作られた公園。調布市は漫画家の水木しげるが50年以上も暮らし、多くの作品を生み出した「水木漫画の生まれた街調布」としてプロモーションを行っており、この公園もその一環として水木プロダクションの協力を得て整備された。
整備費用は約1億円。費用の一部を賄うため、ふるさと納税を活用したクラウドファンディングが行われ、目標500万円に対し1000万円以上の金額が集まった。。また、東映アニメーションからは鬼太郎像の寄贈を、水木プロダクションからは水木しげる本人が実際に育てていた「カイヅカイブキ」という樹木が寄贈された。
開設日の2019年5月18日に行われたオープニングセレモニーでは、鬼太郎たちの着ぐるみが登場し、除幕式に続いて市長や水木しげるの妻である武良布枝の挨拶が行われた。
調布市議会議員の大須賀ひろすけによれば、開園以降、迷惑行為が相次いだことから、夜間パトロールや防犯カメラの設置などが行われている。

## 設備
- 鬼太郎の家（滑り台）

梯子で「鬼太郎の家」に入ることが出来る。家の中のちゃぶ台の上には、目玉親父が茶碗風呂に浸かっている姿を見ることが出来る。出口には滑り台がある。
- ぬりかべクライミング

ぬりかべの体にボルダリングのように登ることが出来る。
- 一反木綿ベンチ
- 鬼太郎像
- 妖怪と座れる縁台（ぬらりひょん）
- 妖怪と座れるベンチ（やまびこ）
- 公衆トイレ（2020年12月使用開始)

男子トイレと多目的トイレの2つ。男性は鬼太郎。女性は猫娘。国際シンボルマークは目玉親父で表されている。
- 河童の三平池　(噴水)